# 亚历山大·哈利夫曼
亚历山大·瓦列里耶维奇·哈利夫曼（俄语：Алекса́ндр Вале́рьевич Халифма́н，1966年1月18日—），俄罗斯国际象棋棋手、特级大师。
哈利夫曼于1996年获得俄罗斯国际象棋全国冠军。在1999年国际棋联世界冠军赛上，哈利夫曼最终击败亚美尼亚棋手弗拉基米尔·阿科皮扬，从而获得了世界冠军头衔，而当时他在等级分仅排名世界第44位。
哈利夫曼还作为俄罗斯国家队的成员获得过1992年、2000年、2002年国际象棋奥林匹克金牌与1997年世界国际象棋团体锦标赛金牌。